# Крионери (дем Аристотел)
Крионери (на гръцки: Κρυονέρι, в превод Студена вода) е село на Халкидическия полуостров, Гърция, част от дем Аристотел, област Централна Македония. Според преброяването от 2001 година има 38 жители. Крионери е разположено на западния бряг на Йерисовския залив, на главния път водещ на север от демовия център Йерисос.